# Route 360 (Québec)
Pour les articles homonymes, voir Route 360.
La route 360 (R-360) est une route régionale québécoise d'orientation est / ouest située sur la rive nord du fleuve Saint-Laurent. Elle dessert la région administrative de la Capitale-Nationale.

## Tracé
La route 360 débute à Québec, à l'intersection de la route 138, appelée à cet endroit chemin de la Canardière. Elle longe sur tout son tracé la route 138, traverse plusieurs petites villes de la Côte-de-Beaupré pour se terminer plusieurs kilomètres plus à l'est à Saint-Tite-des-Caps, à l'angle de la route 138.
Le long de son parcours, elle porte souvent le nom « Avenue Royale ».

## Histoire et tourisme
Constituant la plus ancienne route de la région, et même une des plus vieilles artères de Nouvelle-France, l'avenue Royale est riche en histoire et en attraits touristiques de toutes sortes. Son tracé est en grande partie celui de la Route de la Nouvelle-France, route touristique qui permet de découvrir des trésors historiques et architecturaux. Depuis 2008, la Route de la Nouvelle-France débute sur la place de l'Hôtel-de-Ville de Québec et se termine au cap Tourmente.

C'est également par la route 360 que le mont Sainte-Anne et sa station touristique sont accessibles.

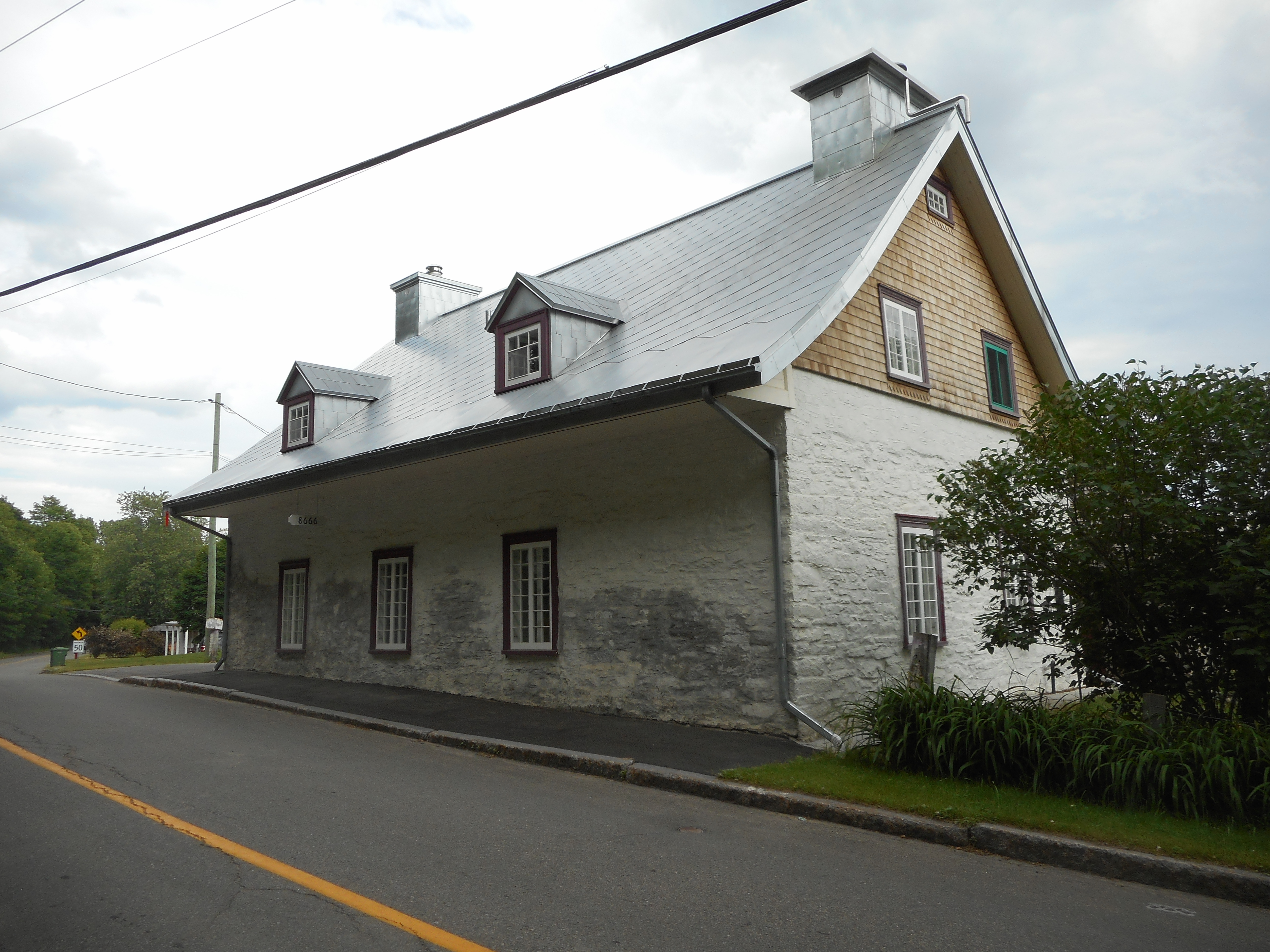
Maison ancestrale en bordure de route.
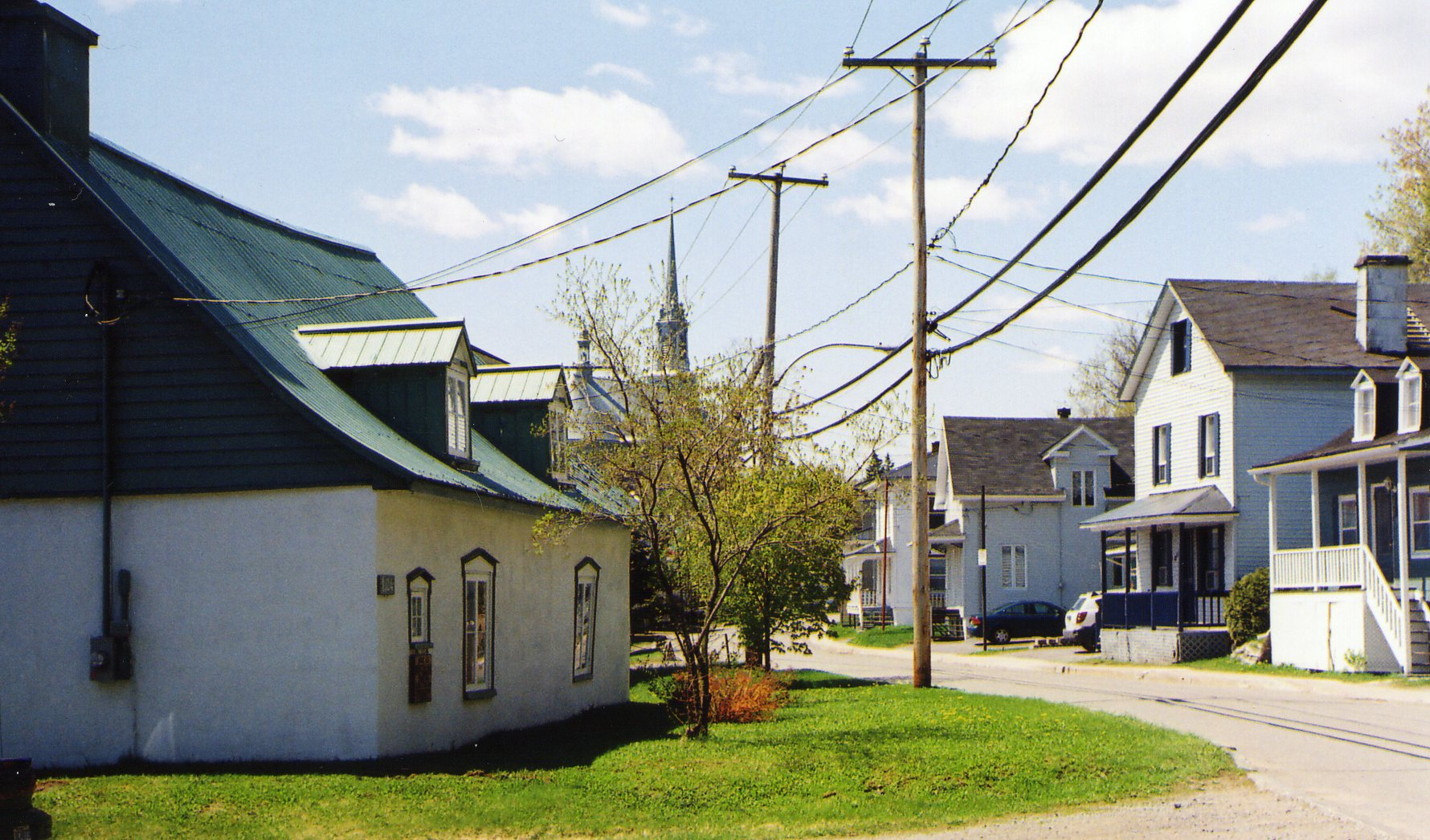
La route 360 passe à travers le cœur historique de Château-Richer.
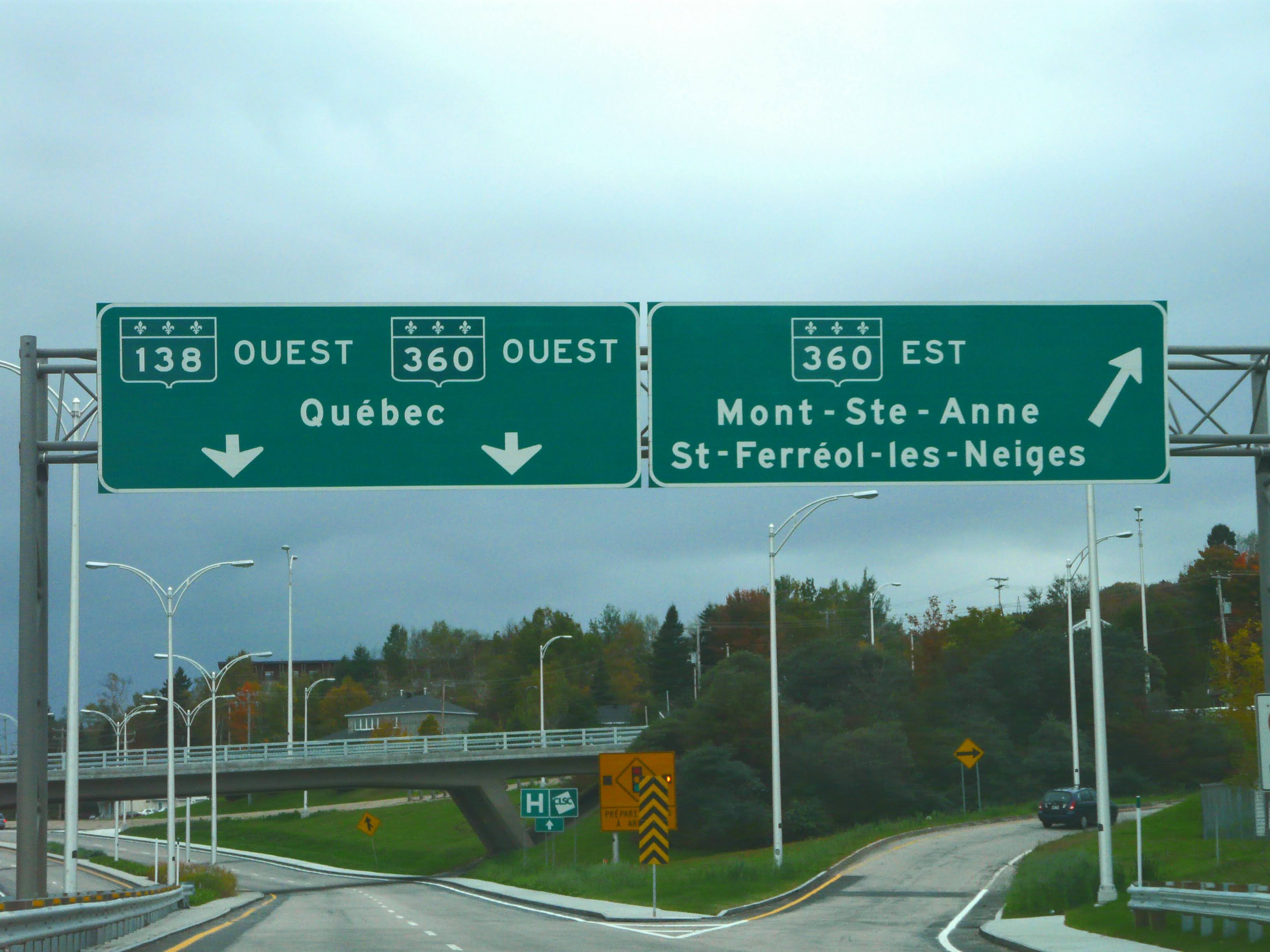
Échangeur des routes 138 et 360 près du mont Sainte-Anne.
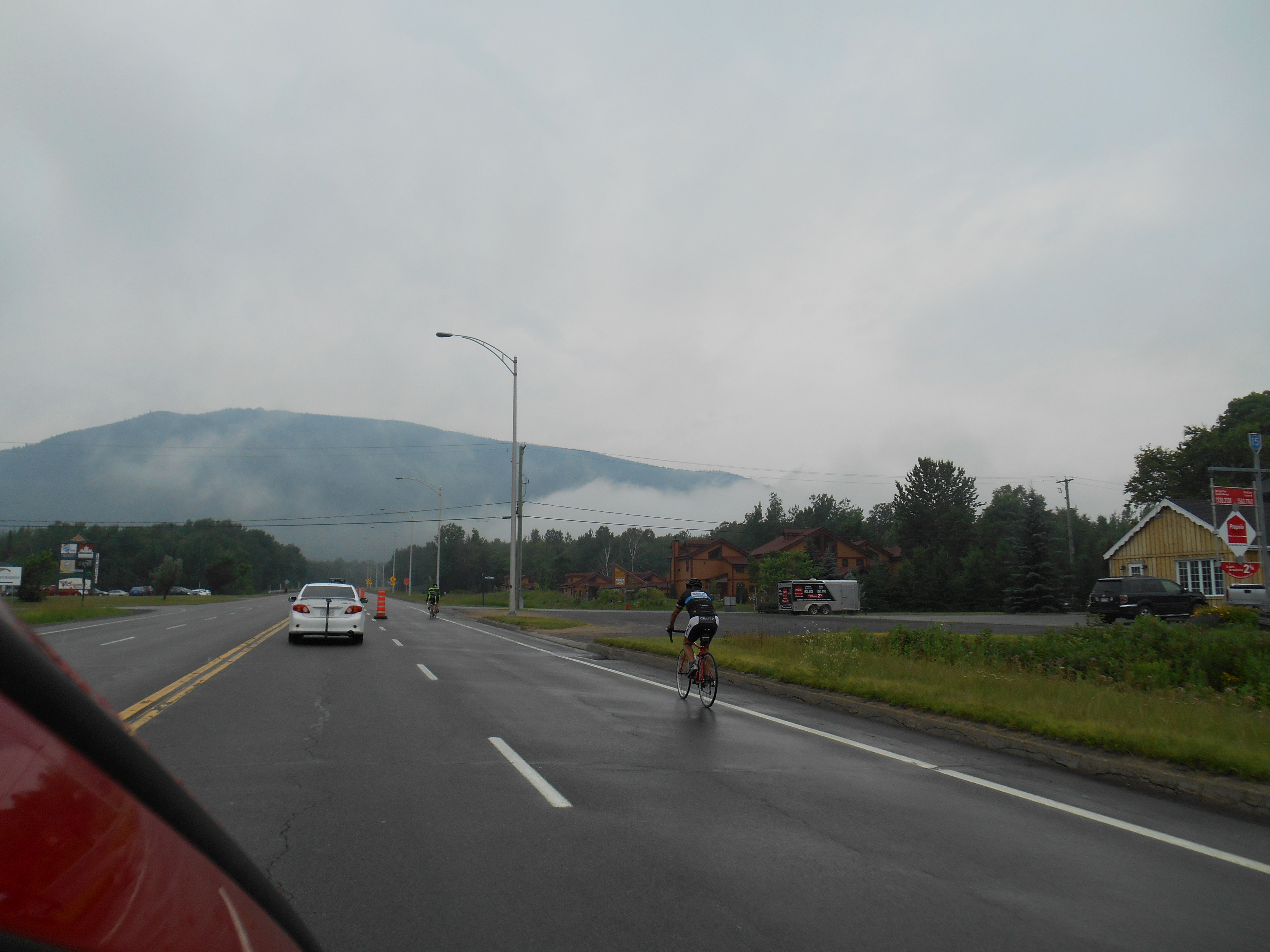
La route 360 mène vers le mont Sainte-Anne.

## Localités traversées (de l'ouest vers l'est)
Liste des municipalités dont le territoire est traversé par la route 360, regroupées par municipalité régionale de comté (MRC).

### Capitale-Nationale
Hors MRC
- Québec
  - Arrondissement La Cité-Limoilou
  - Arrondissement Beauport

La Côte-de-Beaupré
- Boischatel
- L'Ange-Gardien
- Château-Richer
- Sainte-Anne-de-Beaupré
- Beaupré
- Saint-Ferréol-les-Neiges
- Saint-Tite-des-Caps

## Intersections majeures
| MRC                                           | Municipalité           | km    | Destinations                                | Notes                                              |
| --------------------------------------------- | ---------------------- | ----- | ------------------------------------------- | -------------------------------------------------- |
| Québec                                        | Québec                 | 0,00  | R-138 (Chemin de la Canardière)             | La R-360 ouest devient la R-138 ouest              |
| Québec                                        | Québec                 | 8,10  | R-369 (Boulevard Louis-XIV)                 |                                                    |
| La Côte-de-Beaupré                            | Sainte-Anne-de-Beaupré | 35,90 | R-138 ouest – Québec                        | Terminus ouest du multiplex avec la R-138          |
| La Côte-de-Beaupré                            | Beaupré                | 37,80 | R-138 est – Baie-Saint-Paul, La Malbaie     | Terminus est du multiplex avec la R-138; échangeur |
| La Côte-de-Beaupré                            | Saint-Tite-des-Caps    | 60,30 | R-138 – Québec, Baie-Saint-Paul, La Malbaie |                                                    |
| - Terminus de multiplex - Transition de route |                        |       |                                             |                                                    |